# 1. deild Wysp Owczych (1998)
W roku 1998 odbyła się 56. edycja 1.deild (obecnie Formuladeildin), czyli pierwszej ligi archipelagu Wysp Owczych w piłce nożnej mężczyzn. Tytułu mistrzowskiego bronił stołeczny klub piłkarski B36 Tórshavn, jednak tym razem na pierwszym miejscu znalazł się HB Tórshavn z tego samego miasta.

## Przebieg
Podobnie, jak dzisiaj, w rozgrywkach pierwszoligowych na Wyspach Owczych, w roku 1998, brało udział dziesięć zespołów. Niegdyś liczba drużyn występujących w najwyższej klasie rozgrywek na archipelagu często się zmieniała, by w sezonie 1998 osiągnąć obecny poziom. Możliwość spadku do niższej ligi pojawiła się w roku 1976, odbywała się ona jednak wtedy na innych niż obecnie zasadach – zespół z ostatniego miejsca był relegowany do drugiej ligi, a zespół z przedostatniej pozycji walczył w barażach o utrzymanie w lidze. Dzięki temu klub SÍ Sumba utrzymał się w pierwszej lidze, pokonując w barażach LÍF Leirvík.
Mistrzem archipelagu został HB Tórshavn, wicemistrz z poprzedniego sezonu. Drugie miejsce w tabeli objął KÍ Klaksvík, który poprzednio był piąty, a trzecie B36 Tórshavn. Niewielki spadek, o jedną lokatę, odnotował klub GÍ Gøta, zajmując w roku 1998 miejsce czwarte. Pozycję piątą, z szóstej, objął NSÍ Runavík, a szóstą, z ósmej, B68 Toftir. Ostatnie bezpieczne lokaty objęły kolejno zespoły: VB Vágur (poprzednio czwarty) oraz ÍF Fuglafjørður (poprzednio siódmy). Dziewiąte miejsce zajął SÍ Sumba, a ostatnie, spadkowe, nowo awansowany TB Tvøroyri.
Królem strzelców, z dorobkiem dwudziestu goli, został gracz B36 Tórshavn, wieloletni reprezentant Wysp Owczych, Jákup á Borg.
W sezonie tym przyznawano trzy punkty za zwycięstwo. Zasadę tę wprowadzono w roku 1995. Zawodnicy strzelili w sumie 385 bramek (ok. 4,3/mecz).
Kluby z najwyższych pozycji uzyskały prawo do gry w rozgrywkach europejskich. HB Tórshavn uzyskał prawo do gry w Lidze Mistrzów 1999/2000, gdzie po remisie na własnym stadionie z fińskim FC Haka 1:1, przegrał na wyjeździe 0:6 i odpadł z rozgrywek. Jedyną bramkę dla klubu ze stolicy Wysp Owczych strzelił Lakjuni. Dwa zespoły, B36 Tórshavn oraz KÍ Klaksvík zagrały w Pucharze UEFA 1999/2000. Pierwszy z nich uległ dwa razy tureckiemu MKE Ankaragücü po 0:1, a drugi przegrał z austriackim Grazer AK 0:5 i 0:4. Oba odpadły z rozgrywek. Ostatnim klubem, który dostał szansę gry w rozgrywkach międzynarodowych był GÍ Gøta, który wystąpił w Pucharze Intertoto (1999). Pierwszy mecz przeciwko bośniackiemu Jedinstvo Bihać farerski klub przegrał 0:3 i nie udało mu się awansować do dalszej fazy rozgrywek, mimo wygranej w drugim meczu 1:0.

### Tabela ligowa
| Lp. | Drużyna         | M  | Z  | R | P  | Bramki | Bramki | Różn. | Pkt | Uwagi                                       |
| --- | --------------- | -- | -- | - | -- | ------ | ------ | ----- | --- | ------------------------------------------- |
| 1   | HB Tórshavn (M) | 18 | 14 | 3 | 1  | 57     | 19     | +38   | 45  | Liga Mistrzów UEFA • I runda kwalifikacyjna |
| 2   | KÍ Klaksvík     | 18 | 11 | 5 | 2  | 54     | 24     | +30   | 38  | Puchar UEFA • Runda kwalifikacyjna1         |
| 3   | B36 Tórshavn    | 18 | 11 | 4 | 3  | 59     | 24     | +35   | 37  | Puchar UEFA • Runda kwalifikacyjna          |
| 4   | GÍ Gøta         | 18 | 8  | 4 | 6  | 48     | 30     | +18   | 28  | Puchar Intertoto • I runda                  |
| 5   | NSÍ Runavík     | 18 | 8  | 4 | 6  | 37     | 28     | +9    | 28  |                                             |
| 6   | B68 Toftir      | 18 | 6  | 4 | 8  | 39     | 39     | 0     | 22  |                                             |
| 7   | VB Vágur        | 18 | 5  | 6 | 7  | 27     | 40     | −13   | 21  |                                             |
| 8   | ÍF Fuglafjørður | 18 | 1  | 8 | 9  | 25     | 47     | −22   | 11  |                                             |
| 9   | SÍ Sumba        | 18 | 2  | 3 | 13 | 18     | 73     | −55   | 9   | Baraże o 1. deild                           |
| 10  | TB Tvøroyri (S) | 18 | 1  | 5 | 12 | 21     | 61     | −40   | 8   | Spadek do 2. deild                          |

### Wyniki
| Gospodarz \ Gość | B36  | B68 | GÍ  | HB   | ÍF  | KÍ  | NSÍ | SÍS  | TB   | VB  |
| B36 Tórshavn     |      | 2:1 | 1:1 | 0:1  | 7:2 | 3:2 | 2:0 | 6:2  | 7:0  | 8:2 |
| B68 Toftir       | 2:3  |     | 0:1 | 0:0  | 3:3 | 1:5 | 3:2 | 6:0  | 4:3  | 2:1 |
| GÍ Gøta          | 5:2  | 2:2 |     | 1:3  | 3:1 | 2:2 | 5:1 | 11:1 | 3:0  | 0:2 |
| HB Tórshavn      | 2:3  | 3:1 | 3:0 |      | 3:2 | 4:0 | 2:1 | 4:1  | 4:3  | 5:1 |
| ÍF Fuglafjørður  | 0:0  | 2:2 | 0:4 | 1:10 |     | 0:0 | 1:1 | 6:0  | 1:2  | 2:5 |
| KÍ Klaksvík      | 1:1  | 4:3 | 4:2 | 2:2  | 2:0 |     | 4:1 | 4:1  | 10:0 | 2:1 |
| NSÍ Runavík      | 2:0  | 4:1 | 3:1 | 0:4  | 1:1 | 0:0 |     | 3:0  | 1:0  | 4:1 |
| SÍ Sumba         | 0:10 | 1:2 | 1:1 | 1:2  | 1:0 | 2:5 | 1:6 |      | 3:2  | 1:1 |
| TB Tvøroyri      | 0:3  | 0:5 | 1:5 | 1:4  | 2:2 | 1:3 | 2:2 | 2:2  |      | 2:2 |
| VB Vágur         | 1:1  | 3:1 | 3:1 | 1:1  | 1:1 | 0:4 | 0:5 | 2:0  | 0:0  |     |

Aktualne na 23 września 2009. Źródło: RSSSF.com
Objaśnienia:
1Drużyna gospodarzy jest wymieniona po lewej stronie tabeli.
Kolory: zielony – zwycięstwo gospodarzy, żółty – remis, różowy – zwycięstwo gości.

### Baraże o 1. deild
| 10 października 1998 | LÍF Leirvík | 2:1 | SÍ Sumba | Leirvík |
| 10 października 1998 |             | 2:1 |          | Leirvík |

| 18 października 1998 | SÍ Sumba | 2:0 | LÍF Leirvík | Sumba |
| 18 października 1998 |          | 2:0 |             | Sumba |

SÍ Sumba utrzymał się w pierwszej lidze Wysp Owczych, po wygraniu meczów barażowych z LÍF Leirvík.

## Statystyki i varia
- Podczas 18 kolejek (90 meczów) zawodnicy zdobyli 385 bramek (średnio: 4,3/mecz, 21,4/kolejkę).

- Najwięcej goli padło w meczach drużyny SÍ Sumba – 91.
- Najmniej goli padło w meczach drużyny NSÍ Runavík – 65.
- Kolejką o największej liczbie goli była kolejka ostatnia, kiedy padło 39 bramek.
- Kolejką o najmniejszej liczbie goli była pierwsza kolejka, kiedy padło 12 bramek.
- Największa liczba goli (12) padła w spotkaniu 15. kolejki, rozegranym 13 września 1998, kiedy GÍ Gøta pokonał SÍ Sumba 11:1.
- Najmniejsza liczba goli (0) padła w pięciu spotkaniach ligowych (ok. 5,6% wszystkich meczów).
- Największą różnicą goli (10) zakończyły się trzy spotkania:
  - Największe zwycięstwa na własnym stadionie:
    - 12. kolejka (15 sierpnia 1998) – KÍ Klaksvík-TB Tvøroyri 10:0.
    - 15. kolejka (15 września 1998) – GÍ Gøta-SÍ Sumba 11:1.

  - Największe zwycięstwo na wyjeździe, 18. kolejka (3 października 1998) – ÍF Fuglafjørður-HB Tórshavn 0:10.